# Тостоки
Тосто́ки (также тастаки; пол. tośtoki, taśtacy, tośtacy, taśtaki) — cубэтническая группа поляков, населяющая болотистый район в пойме реки Варты на территории Великопольского воеводства. Входит в состав великополян. Тостоки до настоящего времени сохраняют своё название, субэтническую идентичность, а также некоторые местные культурно-бытовые особенности (праздничные обряды, ремёсла), фольклорные коллективы исполняют традиционную музыку и танцы, используют элементы народного костюма.

## Область расселения

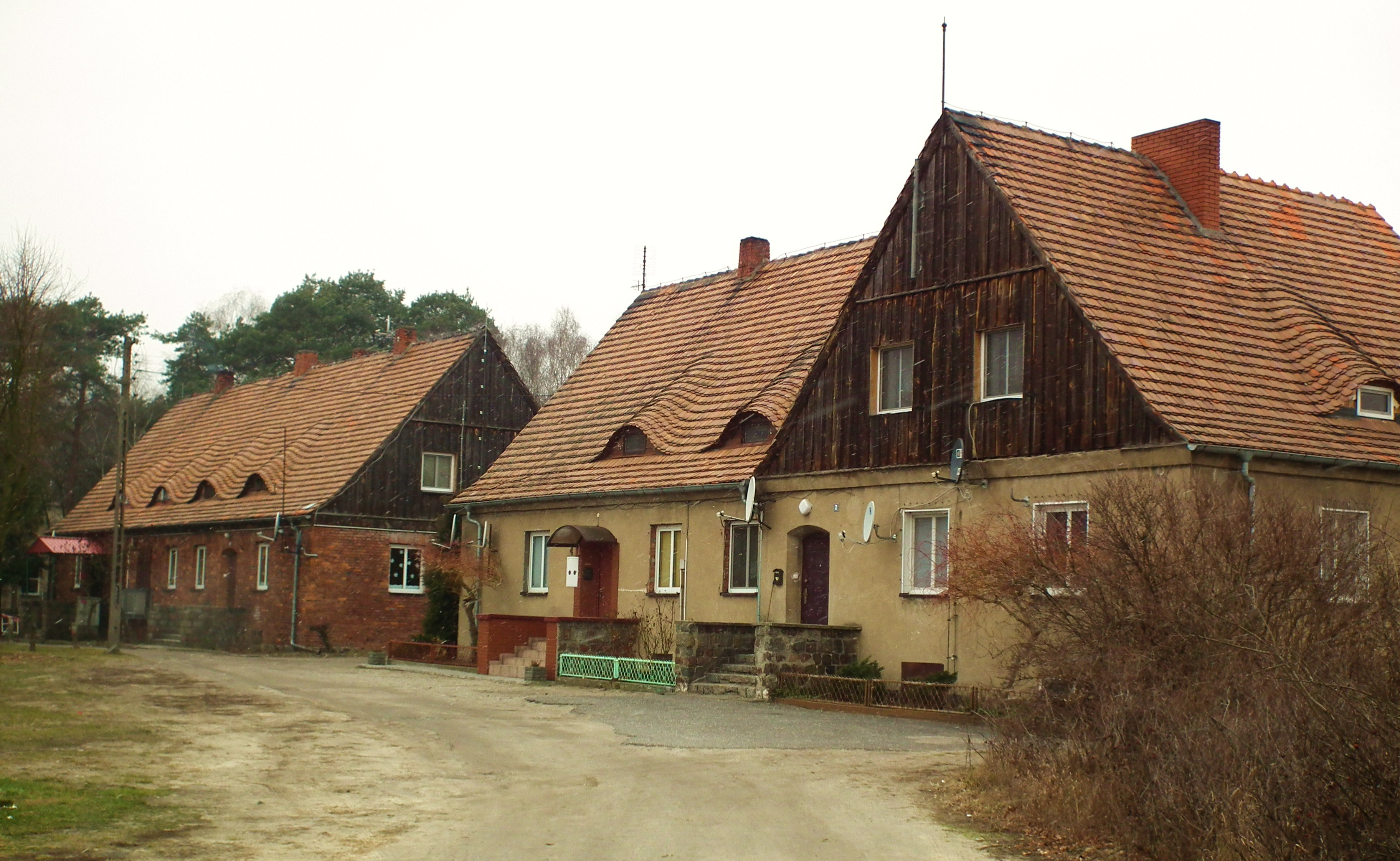
Кшикосы (Средский повят) — одно из тостокских сёл

Область расселения тостоков — несколько сёл, расположенных в окрестностях Нове-Място на территории Вжесиньского и Средского повятов Великопольского воеводства. Данный район представляет собой труднодоступный, болотистый, затапливаемый участок в пойме реки Варты.
К тостокским сёлам относятся сёла гмины Кшикосы: Пенчково, Кшикосы, Витово, Любже, Солец и сёла гмины Милослав: Чешево и Ожехово.

## Общие сведения
Происхождение названия «тостоки» связывают с местными диалектными словами tażdok, tośtak, обозначающими бедных крестьян, жителей неплодородных земель (песков, болот, затопляемых берегов реки). Данное прозвище тостоки получили от своих соседей, живущих в более пригодных для земледелия районах. Возможно, также, что название «тостоки» происходит от характерных для данной местности звуков, используемых для подзывания лошадей: taś-ta, taś-ta «тас-та, тас-та». Со временем старое название «тастаки» изменилось в современное «тостоки».
Тостоки до настоящего времени сохраняют осознание общности свой субэтнической группы и отличия от других групп поляков, используют своё название в повседневной жизни. В некоторых сёлах сохранились традиционные ремёсла, в частности шитьё белых женских головных уборов, являющихся частью народного костюма тостоков. Местный фольклор сохраняется в выступлениях народных ансамблей.
Этнографическое своеобразие тостоков наиболее полно в сравнении с остальными сёлами тостокского края сохраняется в селе Пенчково. В 1945 году жители Пенчково организовали фольклорный коллектив под названием «Tośtoki». Руководителем ансамбля долгое время была Франчишка Томчакова (Franciszka Tomczakowa), пропагандист местной народной культуры. Фольклорный коллектив «Tośtoki» на протяжении многих лет гастролирует по городам Польши и Германии, участвует в различных фестивалях и конкурсах. В 1975 году за деятельность в области народной культуры он был награждён медалью Оскара Кольберга. В настоящее время коллектив состоит из оркестра, певческой группы и детской и юношеской танцевальных групп.